# Església de Nostre Senyor de la Humilitat
L'Església o Capella de Nostre Senyor de la Humilitat, també coneguda com la "Capella de Manzanares", se situa al carrer de Manzanares, al barri de La Mercè, a l'orient del Centre Històric de la Ciutat de Mèxic. Fa 9 metres de llarg per 4 d'ample, de manera que és la capella més petita de la ciutat.

## Història
El segle xvi, Hernan Cortès va manar a construir 7 ermites en diferents llocs de la llavors "Nova Espanya". Aquesta es va erigir per a marcar els límits de la Ciutat de Mèxic. El retaule daurat és una modificació barroca del segle xviii i, malgrat les petites proporcions, compta amb dos campanars i un orgue.
De les set ermites que es van construir, és l'única que es conserva. És anomenada l'"església més petita del món".
El 1931 va ser declarada monument històric.

## Cultura popular
L'edifici era freqüentat sovint per treballadores sexuals i lladres. El 6 d'agost se celebra al seu patró, el Senyor de la Humilitat, les festivitats del qual inclouen bandes de mariachi i bailables.